# Кубок Мальти з футболу 2005—2006
Кубок Мальти з футболу 2005—2006 — 68-й розіграш кубкового футбольного турніру на Мальті. Титул всьоме здобув Гіберніанс.

## Календар
| Раунд        | Дата                | Матчі | Клуби   |
| ------------ | ------------------- | ----- | ------- |
| Перший раунд | 5-13 листопада 2005 | 8     | 20 → 12 |
| Другий раунд | 18-19 лютого 2006   | 4     | 12 → 8  |
| 1/4 фіналу   | 8-9 квітня 2006     | 4     | 8 → 4   |
| 1/2 фіналу   | 19-20 травня 2006   | 2     | 4 → 2   |
| Фінал        | 26 травня 2006      | 1     | 2 → 1   |

## Перший раунд
| Команда 1         | Рахунок      | Команда 2            |
| ----------------- | ------------ | -------------------- |
| 5 листопада 2005  |              |                      |
| Марсашлокк        | 3:0          | Лія Атлетік (2)      |
| Сент-Джорджс (2)  | 1:2          | Хамрун Спартанс      |
| 6 листопада 2005  |              |                      |
| Сент-Патрік (2)   | 3:1          | Моста                |
| Флоріана          | 3:1          | Таршіен Райнбоус (2) |
| 12 листопада 2005 |              |                      |
| П'єта Готспурс    | 0:2          | Сан-Джуанн (2)       |
| Мкабба (2)        | 0:3          | Мсіда Сент-Джозеф    |
| 13 листопада 2005 |              |                      |
| Сент Ендрюс (2)   | 0:1          | Марса (2)            |
| Нашшар Лайонс (2) | 0:0 пен. 1:3 | Сенглі Атлетік (2)   |

## Другий раунд
| Команда 1         | Рахунок | Команда 2          |
| ----------------- | ------- | ------------------ |
| 18 лютого 2006    |         |                    |
| Марсашлокк        | 2:0     | Марса (2)          |
| Хамрун Спартанс   | 3:2     | Сент-Патрік (2)    |
| 19 лютого 2006    |         |                    |
| Флоріана          | 4:0     | Сенглі Атлетік (2) |
| Мсіда Сент-Джозеф | 2:1 дч  | Сан-Джуанн (2)     |

## 1/4 фіналу
| Команда 1     | Рахунок | Команда 2         |
| ------------- | ------- | ----------------- |
| 8 квітня 2006 |         |                   |
| Марсашлокк    | 0:2     | Сліма Вондерерс   |
| Гіберніанс    | 1:0     | Хамрун Спартанс   |
| 9 квітня 2006 |         |                   |
| Валетта       | 0:2     | Біркіркара        |
| Флоріана      | 2:0     | Мсіда Сент-Джозеф |

## 1/2 фіналу
| Команда 1      | Рахунок | Команда 2       |
| -------------- | ------- | --------------- |
| 19 травня 2006 |         |                 |
| Флоріана       | 2:0     | Сліма Вондерерс |
| 20 травня 2006 |         |                 |
| Біркіркара     | 0:1     | Гіберніанс      |

## Фінал
| 26 травня 2006 |

| Флоріана | 0:1      | Гіберніанс |
| -------- | -------- | ---------- |
|          | Протокол | Дода 44'   |

| Національний стадіон, Та-Калі Арбітр: Лоррі Саммут |